# チソン (NCT)
チソン（朝: 지성、英: Jisung、2002年2月5日 -   ）は大韓民国ソウル特別市出身の歌手。男性アイドルグループNCTのメンバー。SMエンタテインメント所属。本名はパク・チ(ジ)ソン（韓：박지성、漢：朴志晟）。2016年8月、青少年ユニットNCT DREAMでデビュー。2023年2月、日本デビュー。NCT DREAMの最年少メンバーである。

## 来歴

### 生い立ち・子役として
2002年2月5日、韓国ソウル特別市で生まれる。乳児の頃からリズム体操が好きだった。
小学校一年生のとき、学校の先生から自信をつけるために何か習い事をするように言われていた際、ダンサーのポッピン・ヒョンジュン（ナム・ヒョンジュン）のポッピン教室を母親が偶然見かけたことからポッピンを習い始めた。
その後、ナム・ヒョンジュンのキッズクルーに所属した。KBS 2TV『不朽の名曲』にダンサーとして3回ほど出演していた。
また、KBS『TV幼稚園パニパニ』に出演し、オ・ナラと共演した。
2012年12月31日放送の、中国中央電視台の年越し番組『2013星光璀璨新春国際児童音楽会』に出演。韓国代表として江南スタイルのダンスパフォーマンスを披露した。なお、このプログラムには後にNCT DREAMとして共にデビューするチョンロも出演している。

### SMルーキーズとして
2013年、Mnet『ダンシング9』に出演。同番組でスカウトを受け、小学5年生のときにSMエンタテインメントの練習生となった。
12月17日、SMエンタテインメントのプレデビューチームであるSMルーキーズのメンバーとして公開された。
2014年9月、Mnet『EXO 90：2014』に出演した。

#### 2015年
2月、ソウル彌阿小学校を卒業した。
7月20日、東方神起ユンホの楽曲「Champagne」のミュージックビデオに出演した。
8月、SMルーキーズのメンバーとしてファッションマガジン『Ceci』8月号で初のグラビアが掲載された。
8月15日より、SMルーキーズの定期公演「SM ROOKIES SHOW」に出演。
8月23日より、ディズニー・チャンネルのバラエティショー番組『ミッキーマウス・クラブ』に出演した。

### NCT DREAMとして

#### 2016年

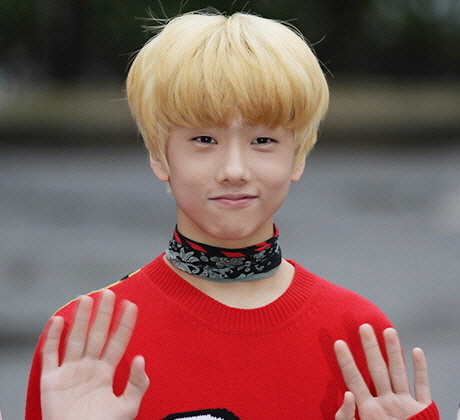
2016年8月、『ミュージックバンク』公開収録にて

8月19日、デビューユニットNCT DREAMのメンバーとして公開された。
8月25日、NCT DREAMがMnet『M COUNTDOWN』で「Chewing Gum」を披露し正式デビュー。

#### 2018年
5月26日より、JTBC 4『WHYNOT - ザ・ダンサー』に出演し、ウニョク、イ・ギグァン、テミンらと共演した。
9月7日、KBS 2TVのダンスバトル番組『DANCING HIGH』に出演。
12月7日より、YouTubeチャンネル「NCT DAILY」にチョンロとの冠企画「チョンジのあれこれ」を公開。
12月13日、SM STATIONシーズン3を通じて公開されたアニメ『トロール』の劇中歌「Best Day Ever」に参加。

#### 2020年
1月22日、所属ユニットNCT DREAMが日本公演記念アルバム『THE DREAM』を発売。
6月2日、毎日経済新聞主催のデジタル犯罪防止キャンペーン「M クリーン」広報大使にジェノと任命された。
11月4日、SMエンタテインメントよりチソンが練習中に膝を負傷したことからステージを含むスケジュールの一部不参加を発表した。
11月27日、NCT Uとして参加した「Work It」のミュージックビデオが公開された。

#### 2021年
12月27日発売、ウィンターアルバム『2021 Winter SMTOWN : SMCU EXPRESS』の収録曲「Snow Dream 2021」に参加した。
5月8日、「釜山ワンアジアフェスティバル」よりステージ復帰した。

#### 2022年

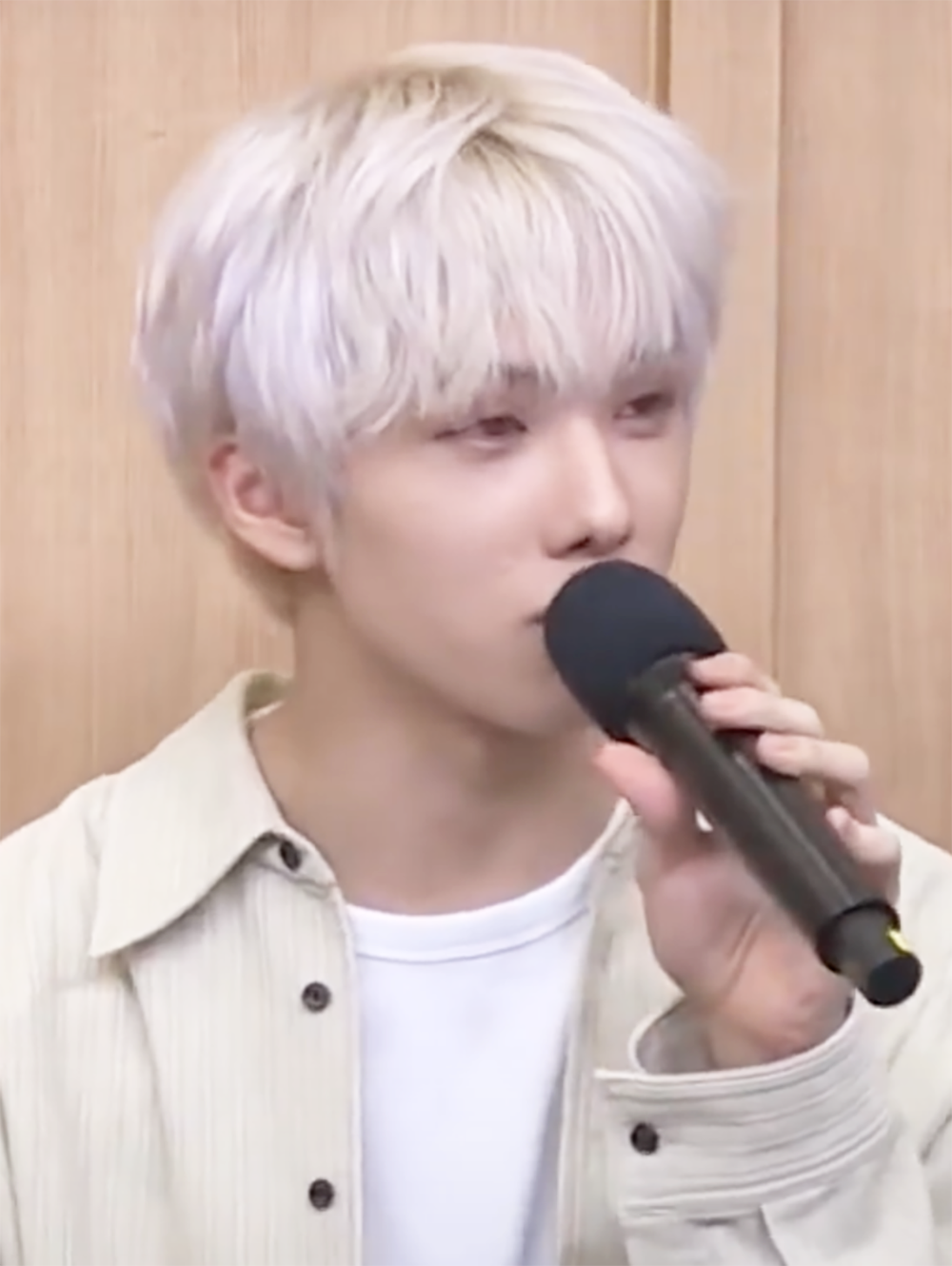
2022年4月、ラジオ収録にて

4月30日、所属事務所SMエンタテインメントはチソンが新型コロナウイルス感染症の陽性判定を受けたと発表した。

#### 2023年
2月8日、所属ユニットNCT DREAMが日本デビューシングル『Best Friend Ever』を発売した。
7月5日、インスタグラムの個人アカウント（@the__and.y）を開設した。
8月20日、YouTubeチャンネルSTUDIO CHOOMよりマークと踊ったパフォーマンスビデオ「Some Minds & Voices」が公開された。

## 人物

### 幼少期・性格
身長180cm。手の長さは20cm。頭囲は60cm。足のサイズは28.5センチ。SMエンタテインメントに入社した小学5年生のときは身長が145cmだった。血液型はO型。
10歳までサッカーをやっていたことから、子供の頃の夢は第二の朴智星（パク・チソン）であった。歌手の夢を持つようになったきっかけは東方神起の「“O”-正・反・合」で、1日に18回聞くこともあった。NCTの中でも年少メンバーであるが年上のメンバーにタメ口を使うことも多い。

### ニックネーム
自身を表す絵文字はネズミで、誕生日にはネズミをモチーフにしたケーキを贈られている。
「Andy」という英語名がある。お気に入りのニックネームは「チソン公園（Jisung Park）」、「チ」、「ちーちゃん（ちいちゃん）」。

### 趣味・嗜好
趣味は、家でお菓子を食べながらアニメや映画を見ること。
好きなアーティストはコールドプレイ、Russ、リル・ピープ。
好きな食べ物はたいやき、うまい棒、じゃがりこ、天丼。
人生で一番好きな本は住野よる『君の膵臓をたべたい』で、アニメを見て面白いと感じたことから小説も読むようになった。
好きなアニメは『SPY×FAMILY』。
宇宙が好きで、個人インスタグラムではNASA（アメリカ航空宇宙局）の公式アカウントをメンバーをフォローするよりも先にフォローした。
愛用している香水は「ACQUA DI PARMA」。
遊園地のアトラクションが苦手。
多くの時間を過ごす練習室について「研究室のような存在で、練習室はダンスと歌について研究することができるが、練習をしてみると挫折する時もある。なぜダンスが上達しないかと、刺激して成長させてくれる。成功への渇望というか。」と語った。

### 社会貢献活動
2025年3月28日、愛の実社会福祉共同募金会を通じて、韓国で発生した山火事災害の被災者支援のために5,000万ウォンを寄付した。

### ランキング・仮装
2021年1月、アプリケーション「アイドルチャンプ」の「お年玉をあげたいアイドルは？」部門で1位を獲得。
2023年2月、アプリケーション「スタープレイ」の「一周回って純情！黒髪がよく似合うアイドル」部門で1位にランクインした。
2021年のSMエンタのハロウィンパーティではサッカー大韓民国代表「ソン・フンミン（トッテナム・ホットスパーFC）」の仮装を披露した。

## 参加作品

### NCT U
| 公開日 | 公開日   | タイトル              | 収録アルバム             | ミュージックビデオ | 備考 |
| ------ | -------- | --------------------- | ------------------------ | ------------------ | ---- |
| 2020年 | 10月12日 | Faded In My Last Song | NCT 2020:RESONANCE Pt. 1 | -                  |      |
| 2020年 | 11月23日 | Raise the Roof        | NCT 2020:RESONANCE Pt. 2 | -                  |      |
| 2020年 | 11月23日 | Work It               | NCT 2020:RESONANCE Pt. 2 | Work It            |      |
| 2020年 | 11月23日 | I.O.U                 | NCT 2020:RESONANCE Pt. 2 | -                  |      |
| 2021年 | 12月14日 | Birthday Party        | Universe                 | -                  |      |
| 2021年 | 12月14日 | Vroom                 | Universe                 | -                  |      |
| 2023年 | 8月28日  | The BAT               | Golden Age               | -                  |      |
| 2023年 | 8月28日  | Kangaroo              | Golden Age               | -                  |      |
| 2023年 | 8月28日  | Alley Oop             | Golden Age               | -                  |      |

### コラボレーション
- 「Best Day Ever」（2018年、ヘチャン、チョンロ、チソン）[22]
- 「Snow Dream 2021」（2021年、イェリ、ヘチャン、チョンロ、チソン、ニンニン）[26]

### パフォーマンス映像
- N.E.R.D「Lemon」（2017年12月6日）[54]
- IU「마음」（2022年2月5日）[55]
- Troye Sivan「YOUTH」（2022年10月15日、チョンロと）[56]
- 「Some Minds & Voices」（2023年、マークと）[30]

### カバー
- 東方神起「Begin ～Again Version～」（2024年5月20日、ロンジュン・ヘチャン・チョンロと）[57]

### 作詞
- 「Dear DREAM」
- 「Best Friend」
- 「Bye My First…」
- 「It's yours」
- 「Rainbow」
- 「Replay」
- 「Never Goodbye」

## 出演

### ラジオ番組
- SBSパワーFM『チェ・ファジョンのパワータイム』（2021年5月14日）[58]

### ミュージックビデオ
- 「Champagne」（2015年、ユンホ）

### 雑誌掲載
- 『ARENA HOMME+』8月号（2018年）[59]
- 『MAPS』6月号（2019年）[60]
- 『allure KOREA』2月号（2021年）[61]
- 『Y MAGAZINE』Vol.9（2023年）[62]
- 『Moevir China』9月号（2023年）

### スペシャルステージ
- ダンスパフォーマンス「Hybrid」 - 『KBS歌謡祭』（2018年12月28日、EXOのカイと）[63]

### イベント
| 年   | イベント名                     | 開催日  | 開催場所           | 参加             | 備考                                     | 参考   |
| ---- | ------------------------------ | ------- | ------------------ | ---------------- | ---------------------------------------- | ------ |
| 2020 | 「大韓民国同行セール」広報活動 | 6月29日 | 東大邱駅、西門市場 | ジェノ、ジェミン | QRコードや商品券を用いた商品購入の実演。 | [ 64 ] |

## 広告・広報大使

### 広報大使
- 「M クリーン」広報大使（2020年）[24]